# Giorgio De Stefano
Giorgio Carmelo De Stefano (Reggio Calabria, 15 luglio 1941 – Santo Stefano in Aspromonte, 7 novembre 1977) è stato un mafioso italiano appartenente all'organizzazione denominata 'Ndrangheta.

## Storia
Capobastone della 'Ndrina dei De Stefano, è stato protagonista della Prima guerra di 'ndrangheta al fianco dei Piromalli di Gioia Tauro e contro la vecchia 'Ndrangheta di Don Antonio Macrì e di Don Mico Tripodo, quest'ultimo era il capo della 'ndrina cui facevano parte anche i De Stefano che capeggiati da Giorgio riuscirono a staccarsi e ad assumere il predominio criminale a Reggio Calabria dopo l'uccisione di Mico Tripodo (ucciso in carcere a Napoli nel 1976 dalla Camorra di Cutolo su richiesta dei De Stefano). Durante la Prima guerra di 'Ndrangheta nel 1974, venne ferito in un attentato dal clan Tripodo, all'interno del bar Roof Garden di Reggio Calabria, attentato che invece il fratello Giovanni De Stefano restò ucciso.

## La vittoria e l'uccisione
Giorgio De Stefano esce vittorioso dalla Prima guerra di 'Ndrangheta (che causò oltre 200 morti), dando il via assieme ad altre 'ndrine di Reggio Calabria e della provincia alla nuova stagione della criminalità organizzata calabrese fatta di nuovi affari più remunerativi (traffico di droga in primis) e collegamenti con il mondo politico-istituzionale (vedi creazione della Santa), che porterà la 'Ndrangheta ad entrare nei grandi appalti pubblici.
Dopo la guerra il boss era diventato troppo potente (aveva contatti con Cosa Nostra, il mondo della politica, il mondo del terrorismo nero), tendeva ad espandersi sempre più e le altre 'ndrine temevano per i loro affari e decisero di ucciderlo.
De Stefano era invitato a partecipare a una riunione sulle alture del massiccio aspromontano, in località Acqua Del Gallo (Santo Stefano di Aspromonte) con boss e consiglieri delle principali consorterie mafiose. Scopo ufficiale del summit era raggiungere un accordo per limitare i sequestri di persona, gli omicidi, gli attentati dinamitardi, al fine di fare allentare sia la pressione esercitata dalle forze dell'ordine presenti in maniera massiccia nella provincia, sia quella delle più importanti testate nazionali, le quali avevano preso una dura posizione contro la 'ndrangheta. Era in gioco l'inserimento delle 'ndrine nei lavori per la realizzazione degli insediamenti industriali previsti nel pacchetto Colombo e, proprio in quel periodo, si dovevano aggiudicare i lavori per la costruzione della superstrada Ionio-Tirreno con una spesa iniziale prevista di 45 miliardi.
De Stefano si presentò con il cugino Enzo Saraceno. La sua eliminazione era decisa dai Piromalli-Serraino e quello del summit fu solo un pretesto. A uccidere Giorgio De Stefano fu Giuseppe Surace, cognato di Rocco Musolino, vicesindaco di Santo Stefano, che con De Stefano aveva un conto in sospeso.
«Cornuto, tu hai sparato contro mio fratello (Per il tentato omicidio di Rosso Surace, avvenuto nella primavera del 1963, vennero denunciati il boss Nico Tripodo e alcuni suoi affiliati, ma non De Stefano)» gli gridò in faccia prima di sparare. Nell'agguato, De Stefano rimase ucciso sul colpo mentre Saraceno rimase ferito
Racconta il pentito Giacomo Lauro: «In quel tempo Giorgio De Stefano era il capo della sua famiglia e aspirava a un ruolo ben più incisivo anche nell'ambito delle altre consorterie calabresi.
Tenuto conto che lo stesso era privo di qualunque carisma e, quindi, certamente inidoneo a rivestire il ruolo di capo supremo, decisero di eliminarlo. Secondo gli inquirenti, Giorgio De Stefano aveva cercato di mettere il naso in alcuni investimenti edilizi che interessavano il gruppo Mammoliti-Piromalli. E l'aveva fatta grossa quando era andato a estorcere soldi a un imprenditore, un certo Russotti, protetto dal gruppo Mammoliti-Nava-Zinnato. De Stefano era latitante quando venne ucciso. Era sfuggito a un mandato di cattura emesso dalla Procura di Roma in relazione alle indagini sull'omicidio del giudice Vittorio Occorsio e sui contatti dello stesso De Stefano con il terrorista nero Pierluigi Concutelli.
I Piromalli-Serraino nell'immediatezza del fatto, riuscirono sostenere la propria estraneità, riversando che Surace agisce da proprio per bloccare ogni reazione da fratello Paolo De Stefano. Inoltre, per evitare che il clan De Stefano lo interrogasse, secondo le dichiarazioni dei pentiti Filippo Barreca e Giacomo Ubaldo Lauro, Surace venne eliminato e la sua testa fu recapitata a Paolo De Stefano. Quest'ultimo, che successe a Giorgio alla guida del clan, si rese conto di non avere i mezzi per affrontare tutte quelle cosche (Piromalli, Mammoliti, Serraino, Mazzaferro, Nirta) che avevano promosso la riunione-trappola nella quale era ucciso il fratello. 
La questione venne messa da parte per molti anni, fino all'aprile 1986, quando nella seconda guerra di ndrangheta, il boss rivale dei Serraino, Francesco Serraino e il figlio Alessandro vennero giustiziati all'interno degli Ospedali Riuniti di Reggio Calabria, dove Francesco era ricoverato. Il duplice omicidio dei Serraino fu una ritorsione dai De Stefano-Tegano perché i Serraino erano coinvolti sia nell'omicidio di Giorgio De Stefano (1977) sia del fratello Paolo (1985).